# 르네 벨브누아
르네 벨브누아(프랑스어: René Belbenoit, 1899년 4월 4일~1959년 2월 25일)는 프랑스의 작가・언론인이다. 프랑스령 기아나 유배지에서 탈주에 성공한 인물로 유명하며 '마른 기요틴 (Dry Guillotine)' (1938년)의 저자로 알려져 있다.

## 생애
르네 벨브누아는 파리에서 태어났다. 어렸을 때 그의 어머니는 집을 떠나 러시아로 가버렸고 아버지는 기관차 차장으로 바빴기 때문에 초등학교 때부터 친척 삼촌이 운영하던 카바레에서 일하게 되었다. 그곳에 드나드는 손님은 갑부뿐이었고 물 쓰듯 돈을 쓰고 사치를 다하는 이들의 모습은 어린 벨브누아에게 매우 충격적이었다. 어느 날 그는 그 손님들로부터 판돈을 경마장까지 가 닿게 해 달라는 부탁을 받았지만 그것을 그대로 훔쳐버렸다. 그 일이 나중에 발각되자 삼촌으로부터 가게에서 쫓겨나 아버지로부터도 쫓겨나고 말았다.
제1차 세계대전이 시작되 군대에 지원하여 전쟁터로 갔으나 몸이 열병을 앓아 프랑스로 송환되었다. 입원한 병원에서 한 간호사와 사랑에 빠져 그녀와 결혼하기 위해 일자리를 찾기 시작했지만 불황 속에서 생각처럼 좋은 일자리를 찾지 못한 채 세월이 흘러갔다.

## 범행[1]
디종의 식당에서 저지른 강도에 의해 체포되어 법정에 선 시점에서 범죄 경력은 6건의 절도였다. 이 시점에서 벨브누아는 노숙자였다.
1921년 8월 20일 공범 베게(Bégaix)와 디종에 도착. 현지 직업소개소를 통해 벨브누아는 식당 점원으로, 베게는 카페 점원으로 채용됐다.
8월 24일 오전 베게는 근무지 동료의 침실을 물색했지만 금고를 찾지 못해 은시계를 훔치는 데 그쳤다.
이날 오후 5시경 벨브누아는 근무지 레지스터에서 2800프랑가량을 훔쳐 베게와 합류한 뒤 전차를 타고 파리로 돌아왔다. 그 후 베게에게 몫으로 여비에 더해 훔친 돈 중 150프랑을 주었다.
범행 후 벨브누아는 자신이 근무하던 식당 주인 앞으로 빈정거리는 감사 편지를 보냈다. 이로써 경찰은 벨브누아의 거처를 밝혀내였고 며칠 뒤 그를 체포하였다.
벨브누아(당시 23세)가 종심에서 중죄원으로부터 선고받은 것은 프랑스령 기아나 유배지에서의 강제노동 8년과 거주제한 10년이었다. 당시 법에 따르면 강제노동 8년 이상을 선고받은 죄수는 형기를 마친 뒤에도 '면수'로 남은 인생을 프랑스령 기아나에서 보내야 했다(이 형법은 '반환'이라고 불렸다). 베게가 선고된 것은 국내에서의 징역 5년과 10년 거주 제한이었다.
1년 뒤 다른 수백 명의 죄수들과 함께 수송선 라 마르티니에르에 실려 프랑스령 기아나 유배지로 향했다.

## 유배지에서의 생활
기아나 유배지는 아침부터 밤까지 죄수들이 짐승처럼 혹사당해 죽어가는 지옥 같은 곳이었다. 주어지는 식사는 매우 적었고 몸이 허약한 죄수들 중 상당수가 대량의 모기나 박쥐 등에 의해 질병에 감염돼 목숨을 잃어갔다. 죄수들은 항상 탈주를 생각하며 살았으며 이를 위한 자금을 벌 수단을 찾고 있었다. 그 방법은 다양했다. 옷이나 신발 등 자신의 주변 물건을 판다, 죄수들 사이에서 벌어지는 도박에 참여한다, 커피나 담배를 판다...실제로 많은 죄수들이 탈주를 시도했지만 대부분 비참한 결과로 끝났다. 유배지 사방은 험준한 정글과 파도가 거친 바다로 둘러싸여 있고 인근에는 프랑스령 기아나의 징치 당국과 협력해 프랑스 탈주수들을 붙잡아 유배지로 돌려보내는 나라가 많았기 때문에 그동안 탈주에 성공한 사람은 극소수에 불과했다.
벨브누아 역시 탈주를 시도했다. 어떤 때는 재규어와 악어 등 맹수들이 서식하며 진흙탕으로 넘쳐나는 험난한 정글 속을 헤매고 또 어떤 때는 식인 상어가 펄쩍펄쩍 뛰고 폭풍이 몰아치는 바다를 카누로 건너가…그는 네 번 탈주에 실패했고 그때마다 유배지로 돌려보냈다.

## 다섯 번째 탈주
1934년 11월 추가분의 형기를 마치고 다시 면수되었으나 법에 따라 남은 생애를 기아나에서 보내야 했다. 게다가 면수는 생=로랑이나 카이엔에 거주하는 것이 금지되어 있었기 때문에 그 주변 정글에서 자급자족하며 살아야 했다.
1935년 5월 벨브누아는 동료로 다섯 명의 죄수를 모아 작은 카누를 타고 바다로 나갔다. 2주 후 영국령 트리니다드 섬에 도착해 경찰의 보호를 받아 24일간 체류가 허가됐다. 트리니다드 섬에서 새롭고 튼튼한 보트를 입수하고 미국 마이애미를 향해 다시 바다로 나갔다가 진로를 잃고 콜롬비아 라과히라 현 연안에 표착했다. 며칠 동안 해안을 따라 걸었으나 도중 콜롬비아 경찰에 붙잡혀 바랑키라 감옥에 갇혔고 여섯 명은 한 달 뒤 찾아오는 프랑스 배로 기아나 유배지로 반송되였다. 잠시 후 이들은 동료들 사이에서 주먹다짐 싸움을 벌려 벨브누아는 혼자 독방으로 옮겨졌다. 몇 시간 후 벨브누아는 독방 문이 열려 있다는 것을 깨닫고 감옥에서 슬그머니 빠져나왔다. 그리고 파나마를 향해 콜롬비아 연안을 걸어서 갔다. 도중에 백인에게 적대심을 품고 있는 여러 인디오 부족들과 여러 번 마주쳤는데 포충망을 들고 나비를 채집하고 있었던 것이 그들의 경계심을 풀고 각 마을에서 숙식을 허락받았다. 어김없이 인디오들이 잠든 한밤중에 카누를 훔쳐 바다로 나가 해안을 따라 나아갔다.
1936년 7월 파나마시티에 도착하자 한 프랑스 작가가 다리엔에서 운영하던 바나나 농원에 머물게 됐다. 주변 정글에서 나비를 찾던 중 쿠나족 인디오들과 만나 카누를 타고 그들의 수장이 사는 마을을 찾았다. 그 마을에서 젊은 인디오 여인과 결혼하여 초가집에서 원시적인 생활을 시작하였다. 인디오들과 마찬가지로 몸에 무늬를 그리고 숲에서 사냥을 하며 부족 회의와 의식에 참석했다.
그냥 죽을 때까지 인디오들과 남은 삶을 살 생각도 했지만 결국 마을을 나와 다시 미국으로 떠나기로 결심했다.
인디오 마을을 나와 다시 파나마 시티로 돌아와 신문 배달 트럭을 타고 데이비드로 이동했다. 다음날 코스타리카 국경을 넘겼다가 도중 현지 경찰의 부름을 받고 파나마 경찰에 인계돼 데이비드 교도소에 수감됐다. 그 다음날 아침 현 지사에게 불려갔지만 열심히 설득한 끝에 풀려났다. 이후 푸에르토 알무에에스 항구에 있는 카페에서 밀수업자에게 부탁해 화물선을 타고 푼타레나스 주 근처에서 내려 그곳에서 안내인을 고용해 나흘간 말을 타고 니카라과 국경으로 향했다. 국경 근처 산은 말에서 내려 도보로 넘어야 했다. 이틀간 계속 걸어 니카라과의 수도 마나과에 도착하여 그곳에서 철도로 무임승차를 반복해 국경을 넘어 온두라스에 이르렀다. 이어 18일간 산을 넘어 계곡을 내려와 농원을 따라 계속 걸어 엘살바도르의 라 리베르타에 도착했다. 항구에서 캐나다 밴쿠버로 떠날 준비를 하고 있는 배를 발견하고 선원들을 틈타 승선해 기관실 뒤편 선창에 몸을 숨겼다. 일주일 후 배는 미국 캘리포니아 주 로스앤젤레스에 도착했다.

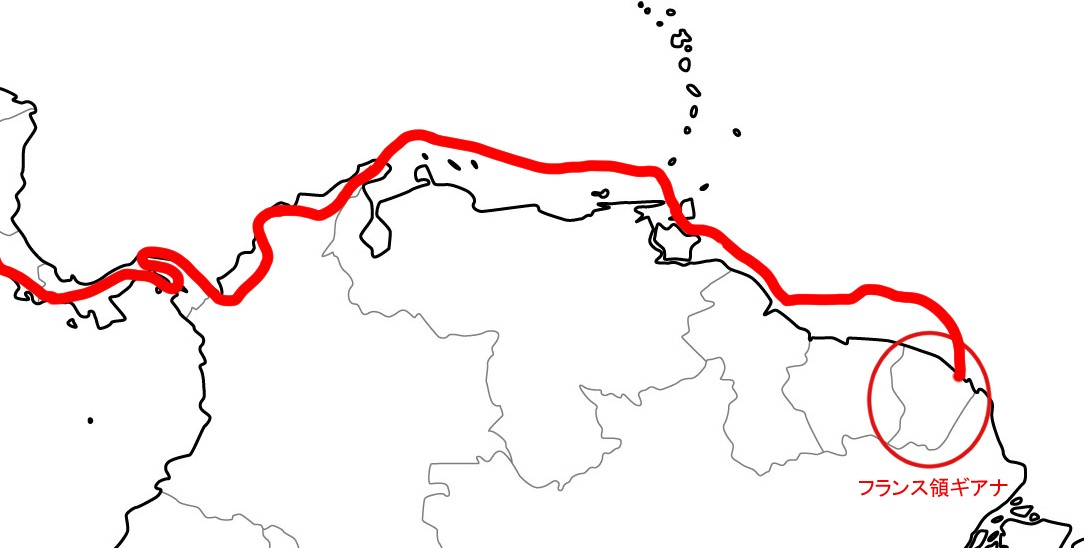
다섯 번째 탈주 경로 ①

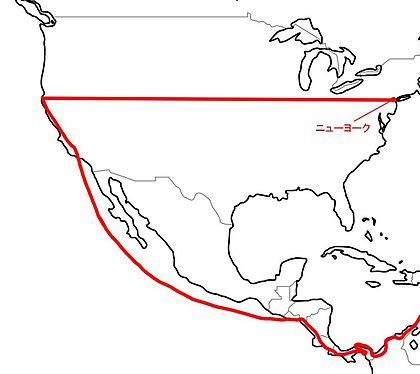
다섯 번째 탈주 경로 ②

## '마른 기요틴'의 출판
이후 할리우드로 떠나 콜롬비아 픽처스를 방문해 닷새간 다양한 취재에 응했다. 그 후 샌프란시스코로 이동해 3주간 프랑스 식당에서 설거지를 한 뒤 미국인 탐험가 윌리엄 라발의 부름을 받고 방문한 뉴욕에서 여러 매체로부터 취재를 받았다. 현지 치과의사가 치아를 모두 잃은 벨브누아에게 총의치를 제공했다. 벨브누아는 불법으로 미국에 입국했지만 국내 동정적 여론과 친구들의 협조로 일시적 체류가 허용됐다.
1937년 7월 뉴욕타임스 빌딩 내 북미신문연맹(NANA) 사무실을 방문했다.
1937년 12월 프랑스 정부에 대사관을 통해 프랑스로의 귀국 허가를 구하는 탄원서를 보냈으나 기각되었다.
1938년 2월 기아나 유배지에서 작성한 자료와 원고를 바탕으로 자서전 '마른 기요틴'을 출간하였다. '마른 기요틴'은 100만 부가 넘는 베스트셀러가 되면서 11개 국어로 번역되었다. 그 자신도 여러 매체에서 소개되면서 일약 시대의 사람이 되었다.
1939년 12월 '마른 기요틴'의 속편인 'Hell on Trial'을 출판.
1940년 1월 미국 체류기간이 만료되는 바람에 중미 국가들(코스타리카, 온두라스, 엘살바도르)을 전전하면서도 각 나라에서 현지 프랑스 외교당국의 추적을 계속 받았다.
1941년 멕시코에서 리오 그란데 강을 헤엄쳐 건너 다시 미국(텍사스 주)에 들어갔으나 불법 입국으로 15개월 징역(나중에 감형)을 선고받고 아칸소 주 텍사카나의 교도소에 수감됐다. 1942년 12월 형기가 만료돼 풀려났다.
그 후 군대에 지원했지만(미국을 지원함으로써 간접적으로 모국 프랑스에 기여할 수 있다고 생각했다) 나이 때문에 부적격으로 여겨졌다. 그러나 오랜 세월 정글 속에서 살아온 경험과 지식을 살려 고무 생산을 통해 연합국에 기여했다.
1945년 로스앤젤레스 의사인 리・건퍼트(Lee Gumpert)와 결혼해 그의 아들 윌리엄 건퍼트(변호사)를 입양했다.
1945년 9월, 1946년 2월 주미 프랑스 대사가 프랑스 정부에 다시 벨브누아의 프랑스 귀국 허가를 구하는 탄원서를 보냈지만 답변을 받지 못했다.
1948년 7월 프랑스 정부에 디종의 일간지 'Le Bien Public'에 특사를 요청하는 공개장을 올렸지만 답변을 받지 못했다.
1950년 캘리포니아주 루산=밸리로 옮겨와 목장에서 카우보이 용구점 'René Ranch Store'를 열었다.
1955년 미국의 TV 시리즈 프로그램 'This is your life'에 게스트로 초대되어 출연.
1956년 미국 시민권 획득.
1959년 2월 캘리포니아주 자택에서 심장 발작으로 사망.

## 참고자료

### 책
- René Belbenoit, 『DRY GUILLOTINE fifteen years among the living dead』, NEW YORK ・BLUE RIBON BOOKS, 1938, p.9~21,P.25~344, Dry Guillotine: Fifteen Years Amongst the Living Dead : Rene Belbenoit : Free Download, Borrow, and Streaming : Internet Archive
- René Belbenoit, 『Guillotine Sèche』, La Manufacture de livres, 2012
- René Belbenoit, 『Hell On Trial』,Bantam Books, 1971, P.24,25,65,66,102,187,224~235, Hell on trial : Belbenoit, René, 1899-1959 : Free Download, Borrow, and Streaming : Internet Archive
- Philippe Schimitz, René Belbenoit, 『Matricule 46635 L’extrodinaire aventure du forçat qui inspira Papillon』, MAISONNEUVE &LAROSE,(2002), p.9,10,11,12,60,61,62,77~85,115

### 웹사이트
1. René Belbenoit: An Inventory of His Collection at the Harry Ransom Center
2. The storied escapes of René Belbenoit (utexas.edu)
3. Two Devils in the City of Angels | Los Angeles Review of Books
4. http://www.historyisnowmagazine.com/blog/2014/10/19/the-story-of-the-worlds-most-infamous-penal-system-ever#.XZ2IDbpcWEc
5. Les dernières années du bagne de Guyane - Geo.fr
6. L'Express - Les Dom-Tom (archive.org)
7. De la valeur des choses dans le temps - www.histoire-genealogie.com
8. Les pionniers de la "guillotine sèche" en Guyane - www.histoire-genealogie.com
9. 30 mai 1854 - Création du bagne de Cayenne, en Guyane - Herodote.net
10. The penal colonies: from utopia to potential case dismissal (openedition.org)
11. Aux origines de la guillotine sèche. La déportation dans les Assemblées révolutionnaires (openedition.org)
12. Loi du 30 mai 1854 | Criminocorpus
13. La relégation (loi du 27 mai 1885) (openedition.org)
14. Décret du 17 juin 1938 | Criminocorpus
15. Histoire du bagne de Guyane Chronologie (free.fr)
16. Bagne de Guyane (bagne-guyane.com)
17. René Belbenoît (lamanufacturedelivres.com)
18. 如何逃出法属圭亚那？_风闻 (guancha.cn)

#### 프랑스 잡지
1. V : magazine illustré du MLN | 1948-03-21 | Gallica (bnf.fr)
2. Dans les archives de Match - Belbenoît, le forçat qui a vaincu l’île du Diable (parismatch.com)

#### 프랑스 신문
1. Marianne : grand hebdomadaire littéraire illustré | 1938-01-19 | Gallica (bnf.fr)
2. Paris-soir | 1938-03-04 | Gallica (bnf.fr)
3. Paris-soir | 1938-03-04 | Gallica (bnf.fr)
4. La Liberté 28 mars 1939 - (28-mars-1939) | RetroNews - Le site de presse de la BnF
5. Gringoire 30 mars 1939 - (30-mars-1939) | RetroNews - Le site de presse de la BnF
6. L'Ordre | 1939-04-11 | Gallica (bnf.fr)
7. Le Bien Public - Google Livres
8. La Patrie - Google Livres

#### 미국 잡지

##### 라이프
1. Life 1937-07-19: Vol 3 Iss 3 : Internet Archive
2. Life 1938-04-04 Vol. 4, No. 14 : Life : Internet Archive

##### 뉴스위크
1. Newsweek (US Edition) 1937-07-17: Vol 10 Iss 3 : Internet Archive
2. Newsweek (US Edition) 1938-02-14: Vol 11 Iss 7 : Internet Archive
3. Newsweek (US Edition) 1938-07-11: Vol 12 Iss 2 : Internet Archive
4. Newsweek (US Edition) 1940-01-08: Vol 15 Iss 2 : Internet Archive
5. Newsweek (US Edition) 1947-12-01: Vol 30 Iss 22 : Internet Archive
6. Newsweek (US Edition) 1952-11-24: Vol 40 Iss 22 : Internet Archive

##### 타임
1. Foreign News: Abscess Abolished - TIME
2. Books: Fugitive - TIME
3. Books: Recent & Readable: Jan. 29, 1940 - TIME
4. Milestones, Mar. 9, 1959 - TIME

#### 뉴욕 타임스
1. The New York Times 1936-08-09: Vol 85 Iss 28687 : Free Download, Borrow, and Streaming : Internet Archive
2. The New York Times 1937-07-08: Vol 86 Iss 29020 : Free Download, Borrow, and Streaming : Internet Archive
3. The New York Times 1938-02-06: Vol 87 Iss 29233 : Free Download, Borrow, and Streaming : Internet Archive
4. The New York Times 1938-02-09: Vol 87 Iss 29236 : Free Download, Borrow, and Streaming : Internet Archive
5. The New York Times 1938-02-13: Vol 87 Iss 29240 : Free Download, Borrow, and Streaming : Internet Archive
6. The New York Times 1939-03-26: Vol 88 Iss 29646 : Free Download, Borrow, and Streaming : Internet Archive
7. The New York Times 1941-03-02: Vol 90 Iss 30353 : Free Download, Borrow, and Streaming : Internet Archive

##### 로스앤젤레스 타임스
1. Los Angeles Times 1936-08-23: Vol 55 : Internet Archive
2. Los Angeles Times 1938-02-06: Vol 57 : Internet Archive
3. Los Angeles Times 1940-03-10: Vol 59 : Internet Archive
4. Los Angeles Times 1951-05-21: Vol 70 : Internet Archive
5. Los Angeles Times 1951-05-24: Vol 70 : Internet Archive
6. Los Angeles Times 1952-11-15: Vol 71 : Internet Archive
7. Los Angeles Times 1956-01-19: Vol 75 : Internet Archive
8. Los Angeles Times 1956-01-22: Vol 75 : Internet Archive
9. Los Angeles Times 1959-02-27: Vol 78 : Internet Archive

##### La Opinión
1. La opinión. [volume] (Los Angeles, Calif.) 1926-current, June 20, 1937, Image 1 « Chronicling America « Library of Congress (loc.gov)
2. La opinión. [volume] (Los Angeles, Calif.) 1926-current, June 21, 1937, Page 2, Image 2 « Chronicling America « Library of Congress (loc.gov)
3. La opinión. [volume] (Los Angeles, Calif.) 1926-current, June 22, 1937, Page 2, Image 2 « Chronicling America « Library of Congress (loc.gov)
4. La opinión. [volume] (Los Angeles, Calif.) 1926-current, June 23, 1937, Page 2, Image 2 « Chronicling America « Library of Congress (loc.gov)
5. La opinión. [volume] (Los Angeles, Calif.) 1926-current, June 24, 1937, Page 2, Image 2 « Chronicling America « Library of Congress (loc.gov)
6. Opinión (Los Angeles, Calif.) 25 June 1937 — California Digital Newspaper Collection
7. Opinión (Los Angeles, Calif.) 8 July 1940 — California Digital Newspaper Collection

##### Oakland Tribune
1. Oakland Tribune 15 November 1936 — California Digital Newspaper Collection
2. Oakland Tribune 27 September 1937 — California Digital Newspaper Collection
3. Oakland Tribune 28 September 1937 — California Digital Newspaper Collection
4. Oakland Tribune 29 September 1937 — California Digital Newspaper Collection
5. Oakland Tribune 30 September 1937 — California Digital Newspaper Collection
6. Oakland Tribune 1 October 1937 — California Digital Newspaper Collection
7. Oakland Tribune 4 October 1937 — California Digital Newspaper Collection
8. Oakland Tribune 6 October 1937 — California Digital Newspaper Collection
9. Oakland Tribune 6 February 1938 — California Digital Newspaper Collection
10. Oakland Tribune 6 May 1939 — California Digital Newspaper Collection
11. Oakland Tribune 2 December 1941 — California Digital Newspaper Collection
12. Oakland Tribune 23 April 1944 — California Digital Newspaper Collection
13. Oakland Tribune 15 November 1952 — California Digital Newspaper Collection
14. Oakland Tribune 29 August 1957 — California Digital Newspaper Collection
15. Oakland Tribune 22 May 1960 — California Digital Newspaper Collection

##### San Bernardino Sun
1. San Bernardino Sun 24 May 1951 — California Digital Newspaper Collection
2. San Bernardino Sun 11 July 1954 — California Digital Newspaper Collection
3. San Bernardino Sun 3 November 1955 — California Digital Newspaper Collection
4. San Bernardino Sun 9 March 1958 — California Digital Newspaper Collection
5. San Bernardino Sun 9 March 1958 — California Digital Newspaper Collection
6. San Bernardino Sun 28 February 1959 — California Digital Newspaper Collection

##### Leader (Lucerne Valley)
1. Leader (Lucerne Valley) 19 January 1956 — California Digital Newspaper Collection
2. Leader (Lucerne Valley) 7 June 1956 — California Digital Newspaper Collection
3. Leader (Lucerne Valley) 16 August 1956 — California Digital Newspaper Collection
4. Leader (Lucerne Valley) 5 March 1959 — California Digital Newspaper Collection
5. Leader (Lucerne Valley) 29 June 1961 — California Digital Newspaper Collection

##### 기타
1. Pic; Hollywood-Sport-Broadway 1940-12-10: Vol 8 Iss 12 : Internet Archive
2. The Saturday Review 1940-01-13: Vol 21 Iss 12 : Internet Archive
3. Visalia Times Delta 24 September 1938 — California Digital Newspaper Collection
4. San Pedro News Pilot 21 November 1938 — California Digital Newspaper Collection
5. Hanford Journal (Daily) 26 November 1941 — California Digital Newspaper Collection
6. Hanford Sentinel 5 August 1944 — California Digital Newspaper Collection
7. Daily News (Los Angeles) 25 October 1949 — California Digital Newspaper Collection
8. Los Angeles Mirror 1 March 1950 — California Digital Newspaper Collection

#### 호주 신문
1. 09 Jul 1938 - SEVEN ESCAPED, ONE SURVIVED - Trove (nla.gov.au)
2. 16 Jul 1938 - Five Died Or Were Killed, But -- - Trove (nla.gov.au)
3. 23 Jul 1938 - Fugitives From Devil's Island Faced - Trove (nla.gov.au)
4. 30 Jul 1938 - My Escape From Devil's Island - Trove (nla.gov.au)
5. 06 Aug 1938 - My Escape from Devil's Island - Trove (nla.gov.au)
6. 13 Aug 1938 - My Escape From Devil's Island - Trove (nla.gov.au)

#### 뉴질랜드 신문

##### Auckland Star
1. Papers Past | Newspapers | Auckland Star | 28 August 1937 | Rene Belbenoit, former French journalist,... (natlib.govt.nz)
2. Papers Past | Newspapers | Auckland Star | 28 August 1937 | Rene Belbenoit—Fugitive From Devil's Island (natlib.govt.nz)

##### Hokitika Guardian
1. Papers Past | Newspapers | Hokitika Guardian | 16 February 1938 | LIFE IN PANAMA (natlib.govt.nz)

#### 이탈리아 신문

##### 스탐파
1. La Stampa (1934-04-07) : Editrice La Stampa : Free Download, Borrow, and Streaming : Internet Archive
2. La Stampa (1939-03-11) : Editrice La Stampa : Free Download, Borrow, and Streaming : Internet Archive
3. Stampa Sera (1959-02-27) : Editrice La Stampa : Free Download, Borrow, and Streaming : Internet Archive

##### 기타
1. Il Popolo del Friuli - 1939-04-14 : Il Popolo del Friuli : Free Download, Borrow, and Streaming : Internet Archive
2. Il Piccolo di Trieste del 1959-03-27 : Il Piccolo : Free Download, Borrow, and Streaming : Internet Archive

#### 독일 신문
1. Hallische Nachrichten : General-Anzeiger für Halle und die Provinz Sachsen - Wednesday, 05.06.1935 - German newspaper portal
2. Rheinisch-Bergische Zeitung : Heidersche Zeitung ; ältestes Blatt des Rheinisch-Bergischen Kreises - Wednesday, 14.07.1937 - German newspaper portal
3. Mettmanner Zeitung. 1919-1940 - Wednesday, 11.08.1937 - German newspaper portal
4. Stadtanzeiger für Castrop-Rauxel und Umgebung : Castroper Zeitung, Rauxeler Neueste Nachrichten, Bladenhorster Tageblatt : amtliches Veröffentlichungsblatt für den Landgerichtsbezirk Dortmund, allgemeindes Kreisblatt für den Stadtkreis Castrop-Rauxel - Wednesday, 04.05.1938 - German newspaper portal
5. Bergische Landes-Zeitung. 1931-1945 - Saturday, 04.06.1938 - German newspaper portal
6. Oberkasseler Zeitung : Heimatzeitung für Oberkassel, Ober- und Niederdollendorf und Römlinghoven - Saturday, 04.06.1938 - German newspaper portal
7. Bergheimer Zeitung. 1905-1943 - Sunday, 05.06.1938 - German newspaper portal
8. Haaner Zeitung. 1928-1941 - Tuesday, 07.06.1938 - German newspaper portal
9. Ohligser Anzeiger : Ohligser Zeitung und Tageblatt ; einzige in Ohligs erscheinende Tageszeitung - Friday, 10.06.1938 - German newspaper portal

#### 기타
1. 09 Apr 1953 - AMAZING ESCAPES EPIC... . NUMBER SIX - Trove (nla.gov.au)
2. Papers Past | Newspapers | Manawatu Times | 10 February 1938 | THE LAND OF THE CONQUISTADORES (natlib.govt.nz)
3. Le confédéré 4. März 1949 — e-newspaperarchives.ch

#### 다큐멘터리
- Jaime Hellman,『Devil's Island』, Leibovitz-Hellman Productions, United States (2000)

- Benoît Cornuau,『Les Véritables Histoires de Papillon』, France Télévisions, France (2008)
- History's Greatest Escapes with Morgan Freeman, 『Escaping Devil's Island』, United States (2024)

#### 라디오
- Europe1,Hondelatte Raconte : René Belbenoit, le bagnard aventurier (Récit Intégral)